# Radiotéléphonie
Pour les articles homonymes, voir Téléphone (homonymie) et Radiophonie.
La radiotéléphonie désigne les techniques de communication utilisant la radioélectricité, c'est-à-dire les ondes hertziennes pour transmettre la voix humaine.
On utilise pour cela des émetteurs-récepteurs radioélectriques fixes et d'autres mobiles (montés sur un véhicule) ou portatifs (talkie-walkie) pour dialoguer, en passant éventuellement par des stations relais.

## Généralités
Les « parents » de la radiotéléphonie sont la télégraphie sans fil (TSF), la radiophonie  et le téléphone.
Dès 1927 les navires de pêche s'équipent en radiotéléphonie dans la bande 105 mètres à 185 mètres (soit 1,62 MHz à 2,85 MHz) .
Les derniers systèmes de téléphonie mobile numérique (téléphones portables ou cellulaires GSM, UMTS)  tout comme la génération analogique précédente, sont des appareils de radiotéléphonie fonctionnant en full duplex.
Le matériel et les pratiques varient en fonction des utilisations : entreprises privées, cibistes, radioamateur, transport aérien et maritime, services de secours, police, armée…
L'article présente donc les principes et conventions généraux, normalement utilisés par tous.
Vocabulaire
On appelle station une personne utilisant un émetteur radio.

## Principe de l'alternat

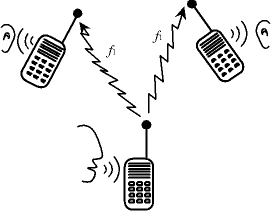
Principe de la radiotéléphonie monofréquence

En dehors de la téléphonie mobile et des fréquences relayées, les stations émettent et reçoivent sur la même fréquence radio. Toutes les stations participant à un même réseau (c'est-à-dire qui peuvent communiquer entre elles) sont sur la même fréquence. Ceci a trois conséquences :
- lorsqu'une station émet, toutes les autres stations entendent son message (voir la section Appel sélectif plus loin) ;
- si deux stations émettent en même temps, leurs messages se recouvrent (interfèrent) ;
- une station ne peut pas émettre et écouter en même temps.

On applique donc le principe de l'alternat : chaque station parle à tour de rôle, une station ne prend la parole que lorsque la station qui parle a terminé son message. Pour indiquer que l'on a terminé son message et que l'on attend la réponse de l'interlocuteur, on utilise le terme :
« Parlez ! », « Répondez ! » ou bien « À vous ! ».
Les émetteurs radio sont équipés d'un bouton d'émission, parfois appelé pédale d'alternat : si le bouton est relâché, la station écoute, s'il est enfoncé, la station émet.
Lorsqu'un message est long, il convient d'interrompre l'émission par intermittence (en général entre chaque phrase), afin de laisser la possibilité à une station d'interrompre le message pour passer un message urgent. Les émetteurs radio sont d'ailleurs parfois munis d'un limiteur d'émission, une alarme qui se déclenche lorsque le bouton d'émission reste enfoncé trop longtemps (par exemple plus d'une minute). Ceci permet également de prévenir l'utilisateur si celui-ci appuie accidentellement sur le bouton sans volonté d'émettre (émetteur dit « en porteuse »).
Pour éviter les confusions, le dialogue se fait exclusivement entre deux stations, même si toutes les autres peuvent écouter. Lorsque le dialogue est terminé, une des stations énonce le message
« Terminé ! »
indiquant ainsi aux autres stations que la fréquence est libérée. Par convention, c'est la station qui a appelé la première qui termine : puisque c'est elle qui avait un message à délivrer ou une question à poser, c'est elle qui sait si le dialogue peut s'interrompre.
Lorsqu'une station ne peut pas répondre à une requête dans l'immédiat, elle énonce :
« Attente ! » ou « Patientez »
Elle signale ainsi à la station qui fait la requête qu'elle l'a bien reçue, et qu'elle s'engage à la recontacter dès qu'elle a la réponse. Elle signale également aux autres stations que la fréquence est libre.
Note : une antenne radio reçoit des signaux sur de larges bandes de fréquences, mais l'appareil récepteur sélectionne une fréquence particulière ou du moins une bande de fréquence très étroite (c'est le rôle du tuner). Les fréquences d'émission et d'écoute sont préprogrammées et sont appelées canaux, le canal 1 correspond à une fréquence ƒ1, le canal 2 à une fréquence ƒ2… La correspondance canal-fréquence dépend de la programmation de l'appareil et donc des licences possédées par l'utilisateur.
En anglais, l'alternat se marque par le mot « over » (traduit phonétiquement par "à vous") et la fin du message par l'expression « over and out ».

## Indicatif
Contrairement au téléphone (filaire ou portable), il n'est pas possible d'émettre un message vers une seule station : toutes les stations sur la fréquence entendent le message.
Pour identifier l'émetteur et le destinataire d'un message, chaque station a un indicatif. Cet indicatif peut être :
- un numéro attaché à l'émetteur radio (voir la section Appel sélectif) ;
- un code attaché à l'utilisateur, comme pour les radioamateurs ;
- un code de fonction, c'est-à-dire indiquant la fonction de l'utilisateur dans le réseau ;
- un nom indiquant la position hiérarchique de l'utilisateur, c'est l'indicatif d'autorité.

Un message débute toujours par
« indicatif du destinataire de indicatif de l'émetteur, parlez ! »
ce à quoi la station destinataire répond :
« Transmettez ! »
indiquant ainsi qu'elle est à l'écoute ; en cas de non-réponse, l'émetteur essaiera de transmettre un peu plus tard, ou bien essaie de joindre une autre station pour vérifier que son émetteur marche bien et pour voir si cette autre station arrive à joindre le destinataire.
La prise de contact peut éventuellement comporter un renseignement sur la nature du message ou sur son urgence.
Par exemple en France, lorsqu'une ambulance des sapeurs-pompiers dont l'indicatif est « VSAV1 » (véhicule de secours et d'assistance aux victimes) prend contact avec le service d'urgence médicale Samu du département (par exemple le Samu 17, Charente-Maritime) pour transmettre le bilan de la victime prise en charge, l'échange peut débuter par :
VSAV1 : « Samu17 de VSAV1 pour bilan, parlez ! »
SAMU17 : « Transmettez VSAV1 ! »
…
Si la station est occupée et ne peut pas répondre dans l'immédiat, elle le signale par le message
« Patientez ! »
(cf. section Principe de l'alternat)

## Appel sélectif
Certains émetteurs radio sont munis d'une fonction d'appel sélectif. Chaque poste dispose d'un numéro unique sur le réseau ; lorsqu'un utilisateur compose ce numéro sur le clavier de son émetteur radio, cela envoie un train de notes par radio qui fait « biper » le poste du destinataire, afin d'attirer son attention.

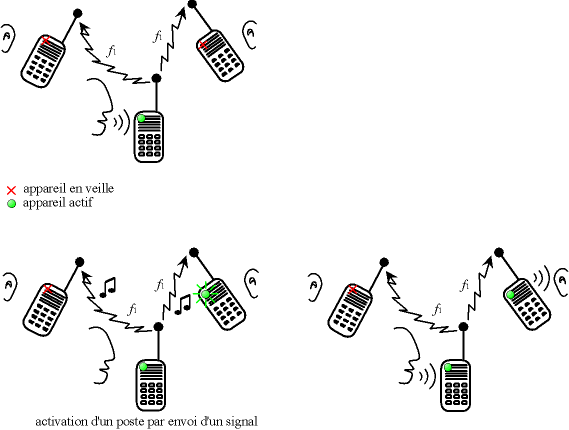
Écoute sélective

Lorsque le réseau est chargé (beaucoup de messages sont échangés sur la fréquence) ou bien lorsqu'il est nécessaire d'être discret (par exemple pour éviter de déranger les personnes aux alentours), une station peut se mettre en écoute sélective : la radio est alors en veille et ne s'active que si elle est bipée. Si la radio est montée sur un véhicule, cela peut déclencher l'avertisseur sonore (klaxon) pour avertir l'utilisateur qui se serait éloigné de son véhicule.
Les trains de notes peuvent aussi servir à activer des actions automatiques sur une station automatisée. Par exemple, les agents de la SNCF déclenchent les messages de départ des trains depuis le quai grâce à leur émetteur portatif. Sur certains réseaux, les messages standards peuvent être remplacés par l'envoi d'un code qui est ensuite décrypté et s'affiche en clair sur l'écran d'ordinateur de la station directrice, par exemple pour les réseaux mobile d'intervention, les messages du type :
- « disponible, retour au centre » (l'intervention est terminée, le véhicule revient vers son centre mais peut être dérouté pour une nouvelle intervention),
- « indisponible » (l'équipage est momentanément indisponible),
- « arrivé sur les lieux » (le véhicule vient d'arriver sur le lieu d'intervention)

Dans le même ordre d'idées, lorsqu'un conducteur de train aperçoit une personne sur une voie ou à proximité, il envoie un signal radio au poste central de régulation, qui provoque l'arrêt automatique de tous les trains dans la zone.
Dans certaines normes, comme la PMR446 (émetteurs de faible portée et utilisables sans licence), les appareils sont en permanence en mode écoute sélective. Un bouton permet de désigner l'indicatif en fonction, appelé CTCSS (pour continuous tone squelch system). Lorsque l'on appuie sur le bouton d'émission, l'émetteur envoie automatiquement l'indicatif (inaudible) du CTSS choisi, et seuls les appareils réglés sur le même CTSS s'activent. Ceci permet de scinder la fréquence en sous-réseaux, chaque poste ne recevant que les messages du sous-réseau auquel il appartient. Il y a cependant des risques de « collision » : si deux postes sur deux CTCSS différents émettent simultanément (ils ne peuvent pas savoir que l'autre émet), leurs messages interfèrent.

## Clarté des transmissions
Les transmissions sont fréquemment perturbées par des parasites. Il faut donc dès le départ parler clairement, lentement, avec détachement, pas trop fort ni trop près de l'appareil (risque de saturation).
Les mots courts importants sont remplacés par des mots moins ambigus :
- « oui » → « affirmatif »
- « non » → « négatif »

Certains abrègent « affirmatif » par « affirme », la fin du mot « -atif » ne permettant pas de lever la confusion avec « négatif ».
Lorsqu'il faut épeler un mot (par exemple un nom propre), on utilise un alphabet phonétique particulier, l'alphabet radio ; en effet, on peut facilement confondre les sons « bé », « vé » et « pé », les lettres B, V et P sont donc énoncées respectivement « Bravo », « Victor » et « Papa ». De même, pour transmettre les nombres, on utilise l'énumération radio lorsque la transmission est mauvaise.
La station réceptrice accuse réception du message par le terme standard « reçu » ou « bien reçu ». En cas d'accident de transmission, elle peut demander de répéter tout ou partie du message :
« Répétez après « homme », parlez ! »
La station émettrice peut demander à la station réceptrice de reformuler le message afin de vérifier que celui-ci est bien passé, en donnant l'ordre « Collationnez ! »
Lorsqu'une station prend un réseau (c'est-à-dire que l'utilisateur allume son émetteur), ou bien après un incident technique, la station fait un essai radio pour apprécier la qualité des transmissions ; la station réceptrice indique alors la manière dont elle a reçu le message :
- soit par une appréciation chiffrée, de « cinq sur cinq » si la transmission est parfaite à « un sur cinq » si la transmission est très mauvaise ;
- soit par deux adjectifs,
  - l'un appréciant la force (volume sonore) du message, « fort », « assez fort », « faible » ou « très faible »,
  - l'autre appréciant la lisibilité (absence de parasites), « clair », « lisible », « déformé » ou « avec interférences ».

Voici par exemple un essai radio typique entre la station ayant l'indicatif « Alpha » et celle ayant l'indicatif « Bravo » :
A : Bravo de Alpha pour essai radio, parlez !
B : Reçu fort et clair Alpha, parlez !
A : Reçu fort et clair également, terminé !
Les ondes radio sont soumises à de nombreux parasites et interférences, ce qui crée un bruit de fond (souffle). Pour éviter d'avoir du souffle en permanence, les émetteurs sont munis d'un filtre appelé squelch (littéralement « gargouillis »), qui coupe le haut-parleur lorsque le signal est faible, c'est-à-dire normalement lorsque personne ne parle et qu'il n'y a que du bruit. Lorsque deux émetteurs sont éloignés, les signaux sont faibles et le filtre n'active le haut-parleur que par intermittence, le message arrive haché. Il faut alors désactiver le filtre (squelch) et faire répéter le message pour l'entendre en entier ; le signal sera probablement faible et déformé.

## Réseau libre et réseau dirigé
Un réseau libre est un réseau dans lequel toutes les stations peuvent communiquer les unes avec les autres. C'est le cas des « fréquences tactiques », c'est-à-dire des fréquences utilisées pour coordonner les actions de plusieurs équipes sur le terrain. C'est aussi le cas des réseaux libres (radioamateurs, cibie, PMR446).
Un réseau dirigé est un réseau dans lesquelles les communications ne peuvent se faire qu'avec une station appelée station directrice ; on peut appeler la station directrice, répondre à un appel de la station directrice, mais deux stations ne peuvent pas communiquer directement sans avis de la station directrice.
En général, on se met en réseau dirigé lorsqu'il faut gérer un nombre important de transmissions, ou bien lorsqu'en raison de la configuration des lieux, certaines stations ne peuvent pas se joindre, une station centrale est alors chargée de collecter tous les messages et de les retransmettre. C'est également le mode de fonctionnement des fréquences de commandement, c'est-à-dire utilisées pour gérer des opérations globales. Les réseaux des sapeurs-pompiers et du Samu sont dirigés.
La station directrice peut intimer l'ordre de cesser de transmettre à une station donnée (« Silence Alpha ! »), ou bien à toutes les stations (« À toutes les stations, sauf urgence, silence ! ») ; ceci a habituellement lieu lorsque la station directrice traite un appel prioritaire. Une fois la situation d'urgence traitée, la station autorise à nouveau les transmissions (« Silence suspendu ! »).
Cette règle du silence est d'autant plus importante que pour les réseaux étendus et sans relais, il est fréquent que les stations aux extrémités du dispositif ne s'entendent pas entre elles. Ainsi, la station directrice peut entendre toutes les stations et vice versa, mais il se peut que deux stations émettent en même temps sans le savoir car elles ne s'entendent pas mutuellement.
En anglais, on utilise les termes français :
- « silence » (souvent retranscrit phonétiquement « seelonce ») pour imposer le silence ;
- « silence fini » (souvent retranscrit « seelonce feenee ») pour lever le silence.

## Réseau de commandement
Dans le cas d'un réseau de commandement, il est fréquent que les opérateurs radio, ou « téléphonistes », ne soient pas les auteurs et destinataires du message. Ils n'en sont que les relais. Les messages comportent donc un en-tête formel, indiquant typiquement :
- l'auteur du message, par son indicatif d'autorité ;
- le destinataire du message, par son indicatif d'autorité ;
- la date et l'heure de rédaction du message.

## Portée optique et relais

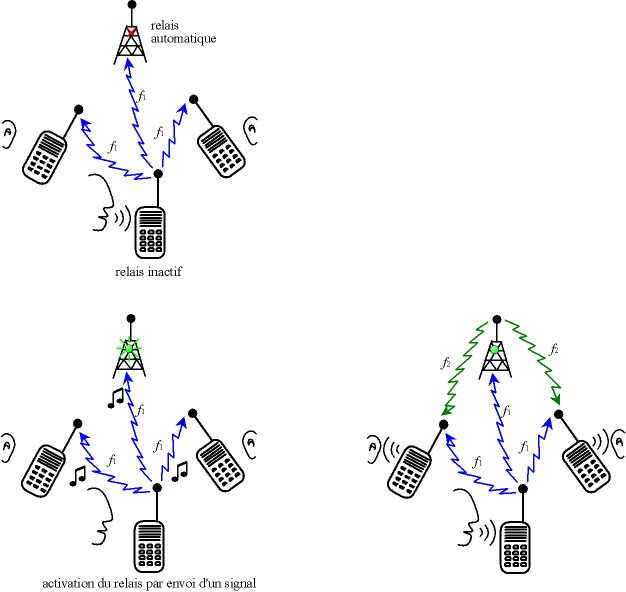
Fréquence relayée

Les émetteurs fonctionnent en général en mode dit portée optique : ils émettent sur la même fréquence qu'ils écoutent, et la communication n'est possible que si deux antennes sont « en vue » (c'est-à-dire pas trop éloignées et sans obstacle).
C'est le mode le plus souple et le plus économique, il ne nécessite aucune infrastructure.
Lorsqu'il faut transmettre de manière fiable sur de grandes distances, on utilise des relais automatiques : il s'agit de stations fixes sans opérateur dont les antennes sont situées en hauteur. Les émetteurs (portatifs, mobiles ou fixes) émettent sur la fréquence ƒ1 et écoutent la fréquence ƒ2 ; deux émetteurs ne peuvent donc communiquer ensemble directement. En envoyant un appel sélectif particulier, cela active le relais ; celui-ci reçoit les messages sur la fréquence ƒ1 et les retransmet sur la fréquence ƒ2, ainsi, toutes les stations peuvent entendre les messages émis.
Parfois, le signal déclenchant le relais est émis automatiquement lorsque l'on enfonce la pédale d'émission.
Les radios reçoivent les signaux des fréquences ƒ1 et ƒ2, mais seuls les signaux émis sur ƒ2 sont sélectionnés ; les stations à l'écoute reçoivent donc le message simultanément sur deux fréquences, mais seul celui venant du relais est restitué.

## Réseaux numériques
Certains réseaux utilisent un mode de transmission numérique. C'est le cas de la téléphonie mobile moderne (GSM, UMTS) mais aussi de certains réseaux à fréquence unique, en général à usage professionnel en raison du coût. En France, on peut citer le réseau Antares pour les services publics d'urgence.
Le numérique à une meilleure robustesse aux parasites et donc assure une meilleure qualité de transmission. Il permet également une confidentialité, puisque le poste récepteur doit pouvoir décoder le signal numérique, qui peut éventuellement être chiffré. Le numérique permet également le multiplexage, comme la transmission de messages prédéfinis, de données informatiques… Il est notamment possible de transmettre sur la même fréquence un message analogique et un message numérique, ce qui assure une robustesse, le mode analogique pouvant être utilisé en mode dégradé.

## Radiotéléphonie et téléphones fixes
Lorsqu'un relais est utilisé, il est possible d'interconnecter le réseau de radiotéléphonie avec le réseau de téléphonie fixe (et donc le réseau de téléphonie mobile) via le relais. Ce système est beaucoup utilisé par les compagnies de taxi. Lorsqu'une personne appelle le numéro de téléphone depuis son téléphone fixe, cela déclenche le relais et tout ce que dit la personne est émis sur les ondes ; les communications radio sont également basculées sur le réseau de téléphone fixe. Pour la personne au téléphone, la communication se fait de manière habituelle, n'étant en général pas au fait des conventions de radiotéléphonie, la station radio s'attache donc à parler normalement et uniquement lorsqu'elle sent que la personne au téléphone a fini de parler.